# Коридорас мозаїчний
Коридорас мозаїчний (Corydoras haraldschultzi) — вид сомоподібних риб з роду Коридорас підродини Corydoradinae родини Панцирні соми. Інша назва «коридорас Гаральда Шульца». У природі поширений у річках Південної Америки; утримують також в акваріумах.

## Опис
Завдовжки сягає 7-8 см. Самиця трохи більше за самицю. Схожий на вид Corydoras sterbai. Голова маленька. Очі великі. Є 3 пари крихітних вусики. Тулуб стрункий. Спинний плавець складається з 1 жорсткого і 7 м'яких променів. Жировий плавець невеличкий. Грудні, черевні та анальний плавець майже однакові. Хвостовий плавець складається з 11 променів з виїмкою.
Забарвлення срібло-сіре з 6-7 смугами, що складаються з плям темного кольору. Вони тягнуться від верхньої частини спини до хвостового стебла. На голові мережевий плямистий малюнок чорного кольору, який охоплює передню частину голови й розширюється до спини. Грудні та черевні плавці помаранчевого забарвлення, інші — прозорі з чорними смугами.

## Спосіб життя
Є демерсальною рибою. Воліє до прісної та чистої води. Плаває повільно, полюбляє відпочиваючи, при цьому спирається на черевні плавці. Вдень ховається серед рослин, каміння та корчів. Полює у присмерку та вночі. Живиться дрібними ракоподібними, хробаками, комахами.
Самиця відкладає яйця діаметром 2 мм у щільну рослинність. Самець і самиця кладку не охороняють.

## Розповсюдження
Поширено у верхів'ях Гуапоре в межах Болівії та Бразилії.

## Утримання в акваріумі
Об'єм акваріума від 50 літрів, в оздобленні повинні бути різноманітні укриття (корчі, рослини тощо). Рекомендують тримати зграйкою по 5-6 особин. Невибагливі в утриманні. Оптимальними параметрами води є: 22–26 °C, dGH 2—18°, pH 6,0–8,0. Потрібна фільтрація води та її підміна.